# Кримскотатарски језик
Кримскотатарски језик (qırımtatar tili, къырымтатар тили), или кримски језик (qırım tili, къырым тили), народни је језик Кримских Татара, који се говори на подручју Крима и у неким другим крајевима; укупно 483.990 говорника. Припада туркијској језичној скупини.
Највише се говори на Криму (260.000) и у Узбекистану (150.000), а остали у азијском дијелу Турске; у Румунији (22.000); и у Бугарској (6.000).
Дијалекти су му сјеверно-, јужно- и централнокримски. Различит је од татарског.